# Élections législatives de 1877 dans l'Ain
Les élections législatives de 1877 ont eu lieu les 14 octobre et 28 octobre 1877 suit à la dissolution de la précédente assemblée par le président Patrice de Mac Mahon après la crise du 16 mai 1877.

## Résultats à l'échelle du département
| Partis         | Partis              | Premier tour | Premier tour | Sièges |
| Partis         | Partis              | Voix         | %            | Sièges |
| -------------- | ------------------- | ------------ | ------------ | ------ |
|                | Gauche républicaine | 38 310       | 50,13        | 4      |
|                | Centre-gauche       | 15 924       | 20,84        | 1      |
|                | Union républicaine  | 9 178        | 12,01        | 1      |
|                | Monarchistes        | 7 194        | 9,41         | 0      |
|                | Orléanistes         | 3 340        | 4,37         | 0      |
|                | Bonapartistes       | 2 469        | 3,23         | 0      |
|                |                     |              |              |        |
| Inscrits       | Inscrits            | 103 270      | 100,00       | 6      |
| Votants        | Votants             | 77 668       | 75,21        |        |
| Abstentions    | Abstentions         | 25 602       | 24,79        |        |
| Blancs et nuls | Blancs et nuls      | 1 253        | 1,61         |        |
| Exprimés       | Exprimés            | 76 415       | 98,39        |        |

### Élus
| Circonscription                       | Député sortant      | Parti | Parti               | Député élu ou réélu | Parti | Parti               |
| ------------------------------------- | ------------------- | ----- | ------------------- | ------------------- | ----- | ------------------- |
| Circonscription de Belley             | Joseph Chaley       |       | Gauche républicaine | Joseph Chaley       |       | Gauche républicaine |
| Circonscription de Bourg-en-Bresse 1e | Edmond Tiersot      |       | Union républicaine  | Edmond Tiersot      |       | Union républicaine  |
| Circonscription de Bourg-en-Bresse 2e | Jacques Tondu       |       | Gauche républicaine | Jacques Tondu       |       | Gauche républicaine |
| Circonscription de Gex                | François Gros-Gurin |       | Gauche républicaine | François Gros-Gurin |       | Gauche républicaine |
| Circonscription de Nantua             | Jean Mercier        |       | Gauche républicaine | Jean Mercier        |       | Gauche républicaine |
| Circonscription de Trévoux            | Henri Germain       |       | Centre gauche       | Henri Germain       |       | Centre gauche       |

## Résultats par arrondissement

### Arrondissement de Belley
Député sortant : Joseph Chaley (Gauche républicaine)
| Candidats      | Candidats      | Étiquette           | Premier tour | Premier tour |
| Candidats      | Candidats      | Étiquette           | Voix         | %            |
| -------------- | -------------- | ------------------- | ------------ | ------------ |
|                | Joseph Chaley  | Gauche républicaine | 15 322       | 82,10        |
|                | E. Récamier    | Orléaniste          | 3 340        | 17,90        |
|                |                |                     |              |              |
| Inscrits       | Inscrits       | Inscrits            | 23 616       | 100,00       |
| Votants        | Votants        | Votants             | 18 785       | 79,54        |
| Abstention     | Abstention     | Abstention          | 4 831        | 20,46        |
| Blancs et nuls | Blancs et nuls | Blancs et nuls      | 123          | 0,65         |
| Exprimés       | Exprimés       | Exprimés            | 18 662       | 99,35        |

### Arrondissement de Bourg-en-Bresse

#### 1recirconscription
Député sortant : Edmond Tiersot (Union républicaine)
| Candidats      | Candidats      | Étiquette          | Premier tour | Premier tour |
| Candidats      | Candidats      | Étiquette          | Voix         | %            |
| -------------- | -------------- | ------------------ | ------------ | ------------ |
|                | Edmond Tiersot | Union républicaine | 9 178        | 83,35        |
|                | Comte Le Hon   | Bonapartiste       | 1 537        | 13,99        |
|                | Autres         |                    | 274          | 2,49         |
|                |                |                    |              |              |
| Inscrits       | Inscrits       | Inscrits           | 16 617       | 100,00       |
| Votants        | Votants        | Votants            | 11 210       | 67,46        |
| Abstention     | Abstention     | Abstention         | 5 407        | 32,54        |
| Blancs et nuls | Blancs et nuls | Blancs et nuls     | 221          | 1,97         |
| Exprimés       | Exprimés       | Exprimés           | 10 989       | 98,03        |

#### 2ecirconscription
Député sortant : Jacques Tondu (Gauche républicaine
| Candidats      | Candidats      | Étiquette           | Premier tour | Premier tour |
| Candidats      | Candidats      | Étiquette           | Voix         | %            |
| -------------- | -------------- | ------------------- | ------------ | ------------ |
|                | Jacques Tondu  | Gauche républicaine | 8 898        | 88,71        |
|                | Comte Le Hon   | Bonapartiste        | 932          | 9,29         |
|                | Autres         |                     | 151          | 1,51         |
|                |                |                     |              |              |
| Inscrits       | Inscrits       | Inscrits            | 17 574       | 100,00       |
| Votants        | Votants        | Votants             | 10 358       | 58,94        |
| Abstention     | Abstention     | Abstention          | 7 216        | 41,06        |
| Blancs et nuls | Blancs et nuls | Blancs et nuls      | 327          | 3,16         |
| Exprimés       | Exprimés       | Exprimés            | 10 031       | 96,84        |

### Arrondissement de Gex
Député sortant : François Gros-Gurin (Gauche républicaine
| Candidats      | Candidats           | Étiquette           | Premier tour | Premier tour |
| Candidats      | Candidats           | Étiquette           | Voix         | %            |
| -------------- | ------------------- | ------------------- | ------------ | ------------ |
|                | François Gros-Gurin | Gauche républicaine | 4 542        | 87,67        |
|                | Harent              | Monarchiste         | 639          | 12,33        |
|                |                     |                     |              |              |
| Inscrits       | Inscrits            | Inscrits            | 6 283        | 100,00       |
| Votants        | Votants             | Votants             | 5 204        | 82,83        |
| Abstention     | Abstention          | Abstention          | 1 079        | 17,17        |
| Blancs et nuls | Blancs et nuls      | Blancs et nuls      | 23           | 0,44         |
| Exprimés       | Exprimés            | Exprimés            | 5 181        | 99,56        |

### Arrondissement de Nantua
Député sortant : Jean Mercier (Gauche républicaine
| Candidats      | Candidats      | Étiquette           | Premier tour | Premier tour |
| Candidats      | Candidats      | Étiquette           | Voix         | %            |
| -------------- | -------------- | ------------------- | ------------ | ------------ |
|                | Jean Mercier   | Gauche républicaine | 9 548        | 82,50        |
|                | Jules Bonnet   | Monarchiste         | 2 025        | 17,50        |
|                |                |                     |              |              |
| Inscrits       | Inscrits       | Inscrits            | 14 414       | 100,00       |
| Votants        | Votants        | Votants             | 11 602       | 80,49        |
| Abstention     | Abstention     | Abstention          | 2 812        | 19,51        |
| Blancs et nuls | Blancs et nuls | Blancs et nuls      | 29           | 0,25         |
| Exprimés       | Exprimés       | Exprimés            | 11 573       | 99,75        |

### Arrondissement de Trévoux
Député sortant : Henri Germain (Centre-gauche)
| Candidats      | Candidats      | Étiquette      | Premier tour | Premier tour |
| Candidats      | Candidats      | Étiquette      | Voix         | %            |
| -------------- | -------------- | -------------- | ------------ | ------------ |
|                | Henri Germain  | Centre-gauche  | 15 924       | 77,85        |
|                | Elisée Munet   | Monarchiste    | 4 530        | 22,15        |
|                |                |                |              |              |
| Inscrits       | Inscrits       | Inscrits       | 24 766       | 100,00       |
| Votants        | Votants        | Votants        | 20 509       | 82,81        |
| Abstention     | Abstention     | Abstention     | 4 257        | 17,19        |
| Blancs et nuls | Blancs et nuls | Blancs et nuls | 55           | 1,27         |
| Exprimés       | Exprimés       | Exprimés       | 20 454       | 99,73        |